# Limenitis minoë
Limenitis minoë är en fjärilsart som beskrevs av Hans Fruhstorfer 1906. Limenitis minoë ingår i släktet Limenitis och familjen praktfjärilar. Inga underarter finns listade i Catalogue of Life.